# イアン・スミス
イアン・ダグラス・スミス（Ian Douglas Smith、1919年4月8日 - 2007年11月20日）は、ローデシアの軍人・政治家。イギリス王領植民地であった南ローデシア時代には首相を務めた。1965年に同地をイギリスから一方的に独立させ、白人中心のローデシア共和国を誕生させた。初代首相に就任し人種差別政策を1980年まで推し進めた。

## 生涯

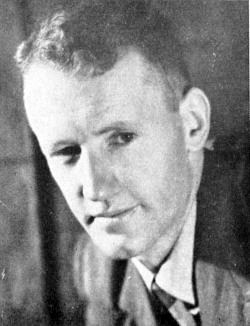
1953-1954年に撮影された30代なかばのスミス

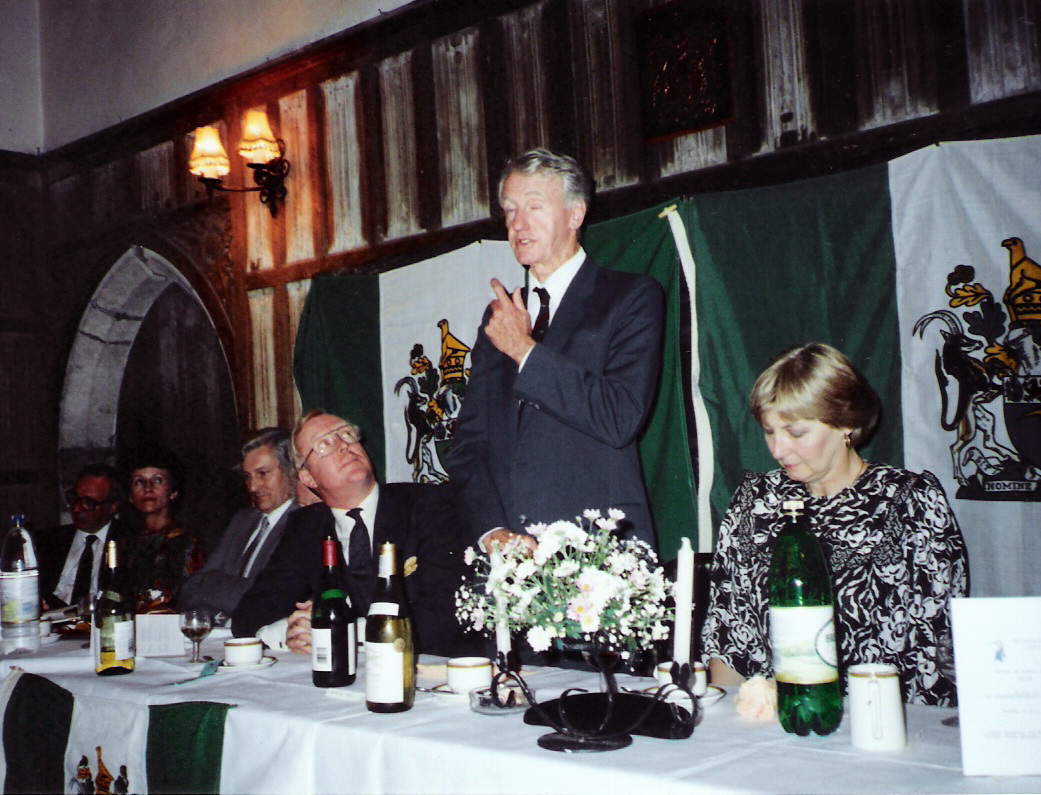
イギリスで、保守党議員と共に会見するスミス。背後にはローデシアの旗が掲げられている（1990年ケント）

ローデシアのセルクェ（現在のシュルグウィ）で入植者の息子として生まれ、1948年に政界に入り立法議会議員、ローデシア・ニヤサランド連邦議会議員を歴任した。1961年にローデシア戦線を結成し1964年4月13日から南ローデシア植民地政府首相を務め黒人の抵抗運動を徹底的に弾圧した。あくまで少数の白人支配の存続を望み1965年11月11日に、南ローデシアの白人政権は英国からの一方的な独立宣言（Unilateral Declaration of Independence）を行い、英国から派遣されていた総督も追放しローデシア共和国と名乗った。スミスはその初代首相に就任した。このため経済制裁を受け、黒人解放組織の抵抗闘争に直面した。やむなくイギリスの調停を1979年に受け入れ、1980年の総選挙で黒人解放組織に敗北した。ジンバブエ共和国が誕生しても1986年まで国会議員を務めローデシア戦線党党首として白人の権利擁護にあたった。1987年の白人議席解消後は政界を引退し農場経営をしていた。
表社会から姿は消しつつもジンバブエ国内に生存し、政界復帰を狙っていると伝えられていたが、晩年には南アフリカ共和国のケープタウンに移り、療養生活を送っていた。ロバート・ムガベを批判しジンバブエ政府と対立していたが2007年11月20日に自宅で心不全により88歳で死去。